# クラウス＝マッファイ・トランスアーバン
トランスアーバン（英語: Transurban）は、クラウス＝マッファイ社の磁気浮上式の軌道を元にした、12人乗りの自動案内軌条式旅客輸送システム (AGT) の大量輸送交通システムである。
1970年に1968年のHUD報告書(HUD reports)の余波で数多くのAGTとPRTの計画が立案された中の一つとして開発が開始された。1973年にトロントのGO-Urbanシステムの原型として選ばれた。;それは世界初の広域AGT大量輸送網だった。軌道の建設中に技術的な問題が浮上して西ドイツ政府による予算の打ち切りで1974年末に計画は中止された。オンタリオ州政府は開発を完逐して現在ではボンバルディア・アドバンスト・ラピッド・トランジットとして知られる非磁気浮上式鉄道仕様を導入した。

## 概要
1970年にクラウス-マッファイ(K-M)はトランスアーバンシステムの開発に着手して西ドイツ政府の総合技術研究省から1971年に予算が与えられ、他の西ドイツの企業と共に自動案内軌条式旅客輸送システム (AGT)の開発に参入した。
吸引式磁気浮上式は軌道と接触しないので磨耗が無く、騒音や振動がなく静粛で、タイヤによる転がり抵抗が無く利点が多いとされた。しかし、実際に開発を進めると、当時の未発達なパワーエレクトロニクスに起因する想定外の振動や積雪時の分岐器の作動不良など、複数の問題が浮上した。
1973年に世界初の自動案内軌条式旅客輸送システムによる広域大量輸送網であるトロントのGO-Urbanシステムの原型として選定されたものの、軌道の建設中に前述の技術的な問題が浮上した事と、西ドイツ政府が高速化に適したトランスラピッドに開発資源を注力するために支援を終了した事で資金援助が途絶え、1974年末に計画は中止された。後にオンタリオ州政府は磁気浮上式からタイヤ駆動式に変更して開発を完逐して現在ではボンバルディア・アドバンスト・ラピッド・トランジットとして運行される。クラウス＝マッファイは日本航空に吸引式磁気浮上と車両一次式リニアモータの技術を日本航空に供与してHSSTに発展した。
当時は大電力制御半導体素子が未熟だった事もあり、実用化には至らなかったものの、吸引式磁気浮上と車上一次式リニア誘導モータによって推進する新交通システムという概念自体は正鵠を得ており、後述のように、技術供与先で実用化された。

## 歴史

### AGT 開発
1968年に発表されたHUD報告書は世界中の大量輸送交通の開発を先導した。大規模から小規模なものまで世界中の数多くの企業がAGTシステムの開発にAGTでの一攫千金を目論んで参入した。これらの主要なシステムは本質的にはゴムタイヤ車輪式地下鉄の小型版でいくつかは1両のみで運行されたがいくつかは数輌の列車だった。Vought AirtransとBendix Dashaveyorのように単純なシステムもあり、純粋なpersonal rapid transitシステム (PRTs)でAlden staRRcarとCabinentaxiのようなより複雑なシステムもあった。
1970年代初頭以降、これらの多くのシステムは建設の準備のために開発された。Urban Mass Transit Administrationにより、総額$15億ドルが4社にこれらのシステムを開発する目的で投入され、ワシントンD.Cで1972年に開催された交通博覧会では出展の目玉だった。 誰が設計して予算の獲得のための都市計画者の関心を欠いた状態で企業と議会の両方で多くの発注が期待された。これは全体的にどこの地域でもまだ導入するための機が熟していなかった。

### トランスアーバン
クラウス-マッファイ(K-M)はトランスアーバンシステムの開発を1970年に開始した。1971年10月1日に5年間の開発予算が総合技術研究省によって幅広い予算計画の一環として与えられた。 ドイツの多くの企業がAGTステムの開発のために予算を受け取り、磁気浮上式鉄道はその一部だった。K-Mは彼らのAGTシステムと同様に都市間高速トランスラピッド磁気浮上式鉄道の両方で予算を獲得した。K-Mはスタンダード・エレクトリック・ローレンツと自動制御装置の開発で協力した。
彼らのシステムは(反発式とは逆の)吸引式磁気浮上式鉄道を基にしたシステムだったので彼らは必要な電力を半分に見積もった。これはエリック・レイスウェイトの有名な記述はあったが直接制御が大幅に必要になると予想された。 K-Mは同様に磁気浮上式鉄道は軌道と接触しない(磨耗がない)、騒音や振動がなく静粛で、低抵抗で"台車"が無いので低床化出来るなど、全体的に従来の設計よりも利点が多いと記述した。
SELの制御装置はトランスアーバンの車両を1輌か5輌を運転するように企図された。これはトランスアーバンのシステムは柔軟性が追加された;同じシステムを高輸送密度或いは低輸送密度の路線に使用し、唯一の違いは駅のドアのみだった。列車は駅で自動連結又は解放することで交通量に合わせて最適な輸送力を確保できる事を企図した。 それぞれの車両は12座席で6人が立って乗車した。
システムは異なる速度で運行が可能で通常は30 mph (48 km/h)だったが最高75 mph (121 km/h)まで可能だった。これは車両が長距離の走行時には高速で輸送に必要な時間を低減するためだった。客車の乗車人数は全ての速度でほぼ同じで、30 mph (48 km/h)での運転時隔は10秒だったが、更に高速化する事も可能だった。 駅は本線上又は支線上が可能で後に中間駅で追い越しを企図した。 真のパーソナル・ラピッド・トランジットシステムとは異なり車両を切り離す事は出来ず、地点間の運行は出来なかった。
1,200 mの試験線が制御装置の試験のために建造され、ゴム車輪式の試作車両で使用された。軌道は1973年に完成した。これは全長200 mの磁気浮上式鉄道用の軌道を流用した。

### ハイデルベルグ
開発初期にクラウス-マッファイはハイデルベルグ市とこのシステムの導入に向けて交渉した。市側は多くの歴史的建造物のある景観に打撃を与える事を危惧したのでクラウス-マッファイは地下のトンネル内を運行する事を提案した。通常の地下鉄よりも大幅に小型化されたので導入費用と地下建造物の費用は低減が予想された。路線は小規模で全長3.6 kmで10駅を備えた。ダウンタウンの中心部のみを網羅した。

### GO-Urban
トロント市では1972年にGO-Urbanシステムを発表して多くの国際的な産業が関心を寄せ、将来の顧客のために運行可能なシステムを提案可能な最初の契約を勝ち取ろうと躍起になった。ハイデルベルクのシステムとは異なり、GO-Urbanはトロント地域と同様に隣接する地域とメルトン空港を網羅する3本の幹線だった。主要なアメリカとヨーロッパと地元のホーカーシドレーカナダの設計を含む18の提案が第1段階の選考過程に送られた。 これらの大半はゴムタイヤ式のシステムだったが、複数の空気浮上式やクラウスマッファイとアメリカのROMAG社による磁気浮上式も含まれた。
初期の選考で14の提案が検討から離脱して9提案が1年間の詳細調査に入った。3案がこの行程の後離脱した。フォード社のACTシステムは20人乗車のゴムタイヤ式で先進的だった。1本の剛体の軌道上を使用し、小規模の複線の区間で車両は互いに追い越すようになっていた。ホーカーシドレーの案も同様に残った。小型車を元に駅の分離された線で分岐して、他の車両が高速で通過するようになっていた。トランスアーバンのように列車は走行中に連結と解放が可能だった。
クラウス-マッファイのシステムは検討委員会の関心をひいた。磁気浮上とリニア誘導モーターの複数の利点を有していた。駆動装置は車両と"軌道"間で物理的な接点をもたないため、冬季の積雪や凍結は排除できた。低騒音での運行が期待できたので路線は住宅地に近くても可能だった。(水平エレベーターに似ている)。
勝ったシステムは主要な契約交渉がオンタリオで建設するために必要だった。これは北アメリカで販売するために合意したホーカーシドレーとクラウス-マッファイにとっては問題無かった。フォードは要求に適合せず、契約を逃したがこれらは同様に低速のAGTの技術要求も満たせなかった。ホーカーシドレーとクラウスマッファイのみが1973年5月1日に発表されたトランスアーバンの設計が契約を勝ち取った事は驚くに値しなかった。
クラウス-マッファイは実物大のトランスアーバンシステムを製造しておらず、オンタリオに試験線の建設予算を援助してもらう事に合意した。大半のシステムとは異なり、試験線の軌道は工場で製造され、トランスアーバンの試験装置はトロントのダウンタウンのExhibition Place(the Ex)周辺に出来た。試験完了後、システムは施設周辺で客車の量産に使用される予定で 実質的に夏の2週間のカナダナショナル博覧会(CNE)に運行された。
将来は試験線はGO-UrbanネットワークのLakeshore線と接続する予定で ダウンタウンまで直接乗り入れる計画だった。
クラウス-マッファイとオンタリオ州政府は北アメリカ市場での販売を目的にオンタリオ交通開発会社(OTDC)を設立した。

### 中止
試験線の建設は1974年のCNEの閉鎖時に開始された。コンクリート製の杭が打ち込まれ複数の桁が設置され、1975年のCNEの期間の開業に向けて順調に進むかに見えた。しかしながら、ドイツの試験システムは軌道上で車両が曲線の通過に失敗した。西ドイツ政府が問題の解決を保証しないのでオンタリオは当局は中止した。
1974年11月、ドイツ政府は磁気浮上式鉄道の主要な開発予算を減らす事を発表した。 クラウス-マッファイの予算は競合するMBBよりも大幅に減らされた。予算を失ったために計画は頓挫した。クラウス-マッファイはそれでも尚、懸命にオンタリオ州に開発予算を工面してもらえなければGO-Urbanシステムの開発は終了すると告げた。交渉の期間中、複数の技術的な問題点が浮上した。システムは車両を他の路線に移動する時に複雑な機械的な分岐器を使用していて、これが冬季に容易に凍結する事が判明した。 これには大幅な再開発が必要だった。
さらにアメリカの機関による試験で車両は当初の宣伝文句とは異なり、騒音があり、耳障りである事が判明した。騒音はリニアモータと金属製の板("反発軌道")が反発するものだった。磁場は強すぎて(ヨーロッパの標準的な電力周波数である)50 Hzの振動が騒音と共に乗客に伝わった。不快な乗り心地は2次的な懸架装置を欠いた事によるもので軌道に追随するために連続的に調整する能動的なシステムが必要だった。
クラウス-マッファイはハイデルベルグで磁気浮上式鉄道の代わりにゴムタイヤ式の設計での開発の継続を提案した。これらの計画は今に至る。

### ICTS
技術的な問題に直面してオンタリオ州政府は磁気浮上式鉄道の概念を廃止した。代わりにリニアモーター、SEL制御と他のトランスアーバンの特徴を備えた列車の基本的な設計を引継ぎ、通常の鉄車輪で走行するように再設計された。その結果が"ICTS"システムである。1975年6月に発表され、政府は既存のOTDCの筐体を5社と共に新たなアーバン トランスポーテーション ディベロップメント コンソーシアムで使用した。 現在ではボンバルディア アドバンスト ラピッド トランジット (ART)として知られるICTSは世界のいくつかの大量交通システムの基になっている。

## 詳細

### 車両
大半のAGTシステムのようにトランスアーバンは大型のライトバンやマイクロバスとほぼ同じ大きさの車両である。車両は実質的に窓を側面に備えた大きな箱型である。車両の下部の通常の懸架装置と車輪を欠いたのは最も特筆すべき特徴で類似の車輪式の車両よりも床面が低い。トランスアーバンの車両は12座席で6から8人が立って乗車する。 自動式の2箇所のドアが両側にある。

### 浮上装置と推進装置
トランスアーバンは分離された浮上装置と推進装置を備える。磁気浮上による浮上装置は2本の逆T型の軌道上を浮上する。それぞれの両方の断続的に通電する磁石はT型の内外で浮上を受け持つ。通常、車両は自己調心式になっていてT型の内側に沿って走行する。 車両の側壁に備えられた第2の磁石を通電の断続によって新たな軌道に乗る前に切り替える。軌道上のそりは停電時に車両を止める。
電動機は片側式リニア誘導モータの設計でアルミ製の反発レールが軌道上の2本の支持レール間に設置される。電力の集電は通常の地下鉄のように2本の集電靴で行う。地下鉄は走行用のレールを接地に使用可能であるがトランスラピッドは軌道と接点が無いので第2の導体を必要とする。ブラシは車両の両側から集電するように両側面にある。電力は通常の大量輸送システム用の600V直流電力で50 mphでの走行時に50 kWである。

### 制御
運行は全自動化されている。信号のシステムは2重の冗長性を有する誘導ループでリニア誘導モーターの両側の片側にある。車両底面の磁石は車両の位置と速度の情報を中継して中央制御ステーションで受信される。
この情報を受信した制御ステーションは車内信号式区間移動で使用する。制御センターは同じループを制御信号を車両に送る目的と同様に緊急時の放送で使用する。
制御センターは広範囲のCCTVシステムも特徴とする。
トランスアーバンシステムは量産されなかったものの、SELの制御装置は普及した。現在はSelTracとして知られるシステムはアルカテルによってライセンスされてカナダでのICTSのために開発される。カナダ太平洋鉄道と同様に他の多くのAGTシステムのようなカナダの他の列車運行業者によっても同様に使用される。現在、世界中の100社のAGTとヘビーレールシステムで使用される。

## その後
資金難で開発に行き詰ったクラウス-マッファイは吸引式磁気浮上と車上一次式リニア誘導モータによる推進技術を1970年代から1980年代にかけて日本航空と韓国機械研究院に技術供与した。やがてこれらは改良され、HSST、仁川空港磁気浮上鉄道へと発展した。

## 追加資料
- David Francis, "Supertrains", Anchorage Daily News, 23 April 1973, pg. 11